# Гонки без фінішу
Гонки без фінішу (рос. Гонки без финиша) — радянський художній фільм 1977 року, знятий на кіностудії «Мосфільм».

## Сюжет
Перебуваючи в закордонному відрядженні, директор крупного автозаводу дає згоду на участь заводських автогонщиків в ралі, не погодивши своє рішення з вищими інстанціями. Ціною нелегких зусиль гонки були виграні…

## У ролях
- Петро Вельямінов — Вілен Федорович Мещерніков, директор автозаводу
- Валерій Бабятинський — Володимир Афанасьєв, головний інженер
- Світлана Суховєй — Ніна Щапова, контролер ОТК
- Іван Агафонов — Юхим Степанович Бичников, начальник цеху, колишній головний інженер
- Валентина Титова — дружина Мещернікова, хірург
- Микола Парфьонов — Іван Євграфович Судаков, голова завкому
- Василь Корзун — Коньков, парторг заводу
- Володимир Андрєєв — Андрій Тарасович Тороп, перший секретар міськкому партії
- Борис Кудрявцев — Заманський, директор заводу автоскла
- Петро Крилов — Рудштамм
- Геннадій Некрасов — Павло Степанович
- Микола Бармін — майстер
- Володимир Бубнов — Володимир Бубнов, гонщик
- Віра Бурлакова — епізод
- Анатолій Голик — епізод
- Валентин Грачов — Бойченко, штурман
- Володимир Гуляєв — епізод
- А. Дронов — епізод
- В. Жучков — епізод
- Валентина Ігнатьєва — дружина Афанасьєва
- Віталій Кисельов — епізод
- Юрій Кірєєв — майстер
- Сергій Кокорін — Миколка, гонщик, штурман Шурги
- Віталій Коміссаров — епізод
- Петро Любешкін — майстер
- Микола Мерзлікін — Бойченко, гонщик
- М. Пупинін — епізод
- Микола Сморчков — Микола Шурга, гонщик
- Володимир Ткалич — епізод
- І. Чорновіл — епізод
- Тамара Яренко — секретар
- А. Амяе — епізод
- Володимир Маак — Вольф
- Є. Дашкевич — епізод
- К. Залеський — епізод
- Л. Шатохін — епізод
- Віктор Маркін — інженер
- Михайло Чигарьов — співробітник заводоуправління
- Микола Маліков — Володя, робітник
- Григорій Маліков — робітник
- Іван Савкін — епізод
- Василь Бадаєв — епізод
- Анатолій Бистров — епізод

## Знімальна група
- Режисер — Олексій Очкін
- Сценаристи — Ігор Болгарин, Віктор Смирнов
- Оператор — Федір Добронравов
- Композитор — Михайло Зів
- Художник — Євген Серганов